# Georg Friedrich Pancug
Georg Friedrich Pancug (* 1. November 1653 in Wimpfen; † 29. Juli 1733 in Heilbronn) war von 1698 bis 1733 Bürgermeister von Heilbronn.

## Leben

### Kindheit und Ausbildung
Die Familie Pancug stammt ursprünglich aus Hattingen (Grafschaft Mark). Ihr Name wird auch Pfannkuch oder Pfankuch geschrieben. Das Wappen der Familie zeigt einen goldfarbenen gekrönten Löwen, der auf einem grünen Dreiberg steht und zum Sprung ansetzt. Hermann Pfankuch, ein Verwandter der Heilbronner Pancugs, erhielt von Kaiser Ferdinand II. am 6. Februar 1623 den rittermäßigen Reichsadel. Der Stammvater der Heilbronner Linie ist der 1612 als Syndikus in Wimpfen belegte Georg Pancug. Sein Sohn Georg Heinrich (später gräflich löwenstein-wertheimscher Kanzleidirektor) heiratete 1652 in Wimpfen Susanna Catharina Imlin. Aus dieser Ehe entsprang der Sohn Georg Friedrich. Der Vater Georg Heinrich Pancug starb 1672, danach heiratete seine Witwe den Heilbronner Pfarrer Johann Bernhard Zehe. Georg Friedrich besuchte das Gymnasium in Wimpfen und studierte von 1673 bis 1680 Rechtswissenschaft an der Universität Straßburg.

### Karriere als Politiker
Ab 1682 war er Ratsadvokat in Heilbronn. Dort gehörte er ab 1684 dem kleinen, inneren Rat (von den burgern) an, war ab 1684 Schultheiß, ab 1691 Steuerherr und 1698 als Nachfolger des verstorbenen Johann Georg Pfitzer dritter Bürgermeister der Reichsstadt. Nach dem Tod von Johann David Feyerabend 1716 rückte er auf das Amt des zweiten Bürgermeisters vor, 1726 nach dem Tod von Johann Esaias von Rühle auf das Amt des ersten Bürgermeisters.
Seine Amtszeit als Rat fiel zunächst in die Zeit des Pfälzischen Erbfolgekriegs mit wiederholten Einfällen französischer Truppen in die Gegend um Heilbronn. 1688 wollte die französische Armee bei der Belagerung von Heilbronn Georg Friedrich Pancug als Geisel nehmen; er konnte aber entkommen. Bedeutende Ereignisse sind aus seiner Amtszeit als Bürgermeister nicht überliefert. In seinen letzten Amtsjahren war er von Alterskrankheiten geplagt. Er wurde auf dem Friedhof an der Weinsberger Straße beigesetzt.
Pancug heiratete 1682 Maria Magdalena Rockenbauch, eine Tochter des Bürgermeisters Johann Conrad Rockenbauch. Nach deren Tod heiratete er 1707 Anna Rosina Köhler (geb. Kast von Kreßbach). Der ersten Ehe entsprangen sechs Kinder, von denen jedoch fünf früh starben. Nur der Sohn Georg Konrad Pancug (1686–1754), der ab 1713 mit Maria Christina Rollwag verheiratet war und auch dem Heilbronner Rat angehörte, überlebte die Eltern. Georg Conrads Sohn Georg Heinrich von Pancug wurde später ebenfalls Bürgermeister in Heilbronn.